# Joaillerie turkmène

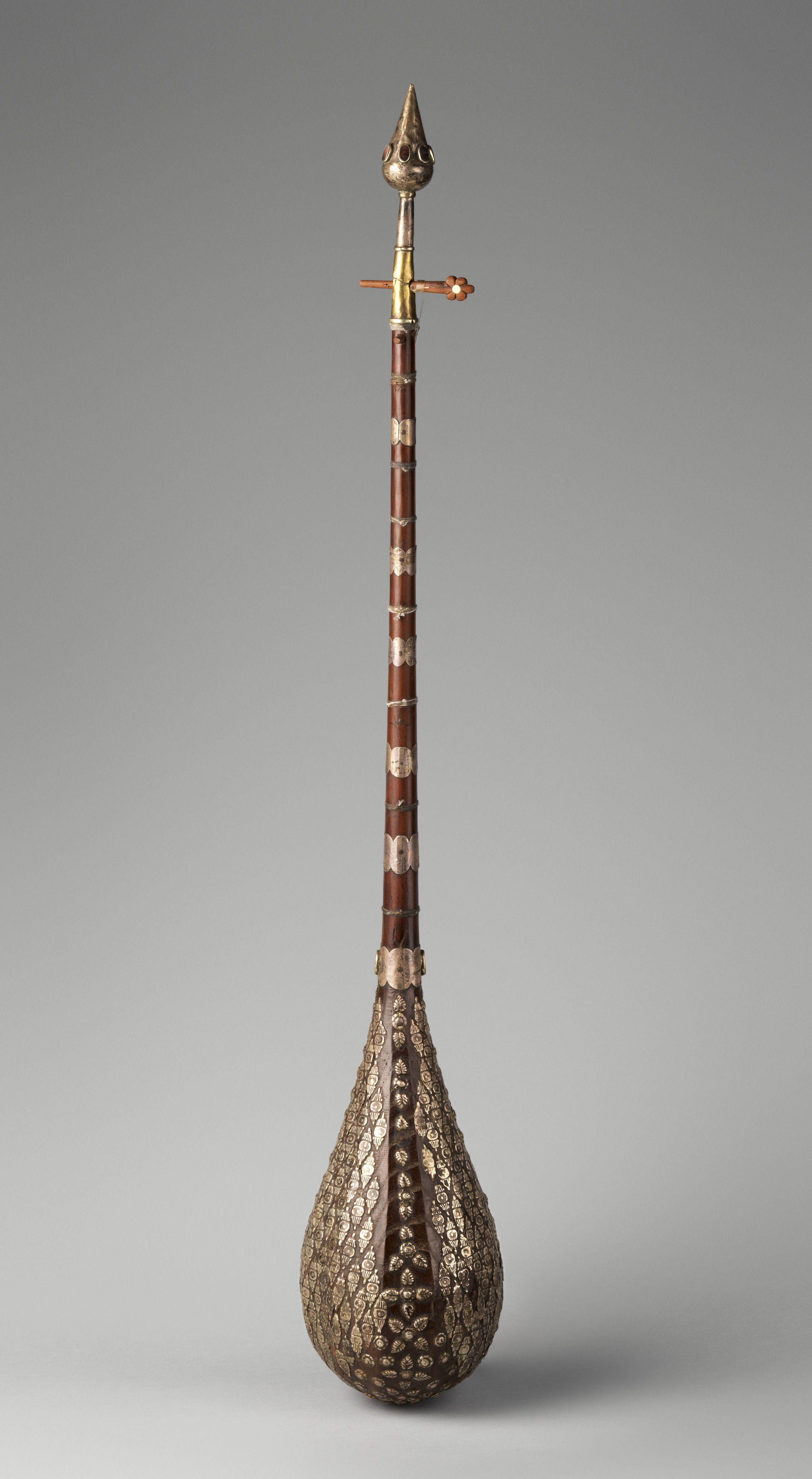
Un luth turkmène, doré et incrusté.

La joaillerie turkmène est un type de bijoux originaire des différentes cultures turkmènes d'Asie de l'Ouest et Centrale. Ces bijoux sont conçus pour des raisons cosmétiques et/ou spirituelles. La quantité de bijoux que porte une personne a été assimilée au rang de cette même personne dans la société

## Histoire

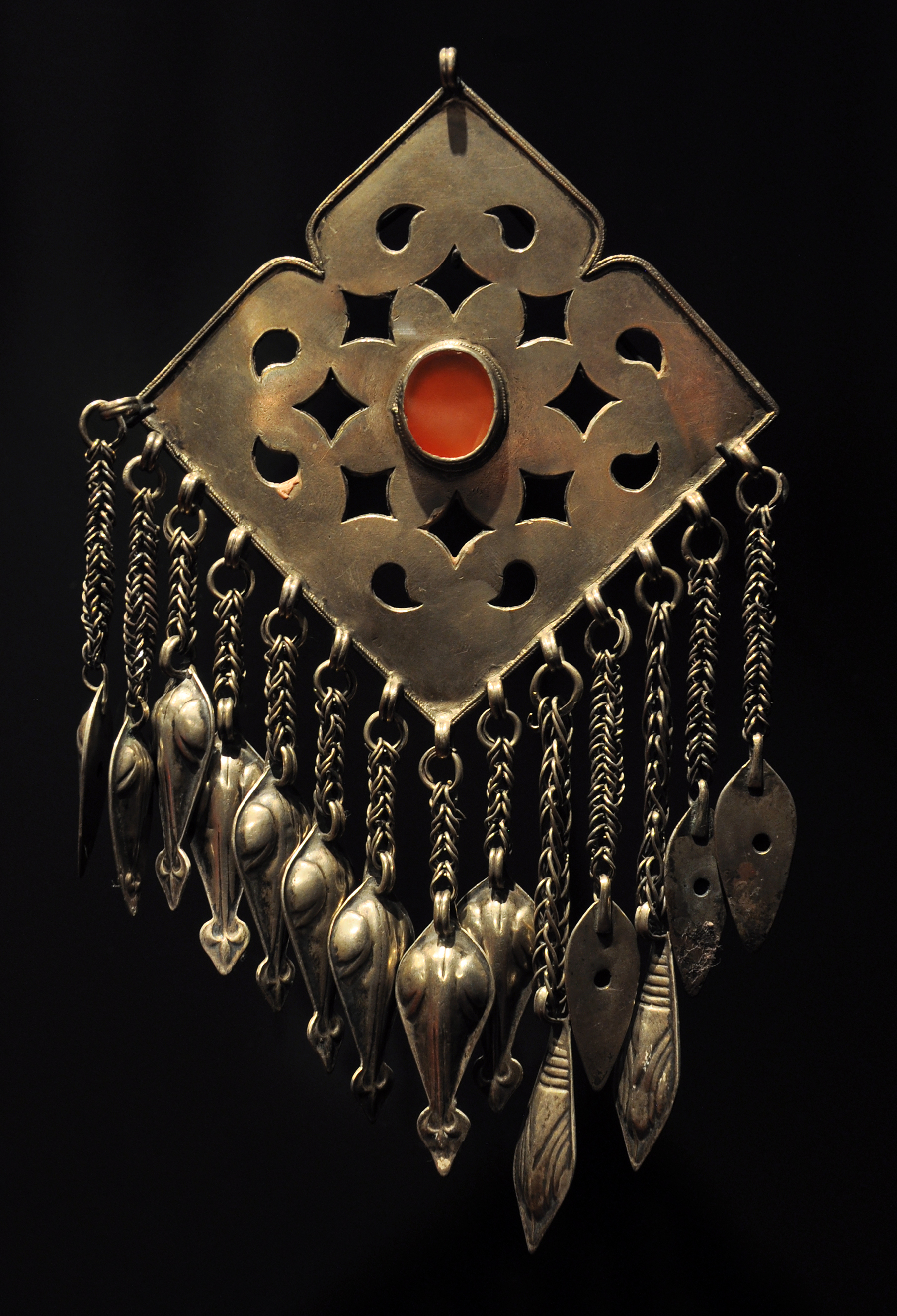
Bijou turkmène féminin, en métal et en cornaline, au musée du quai Branly.

Semi-nomades, les différentes tribus turkmènes sont souvent en contact avec les centres urbains du Moyen-Orient. Les joailliers turkmènes ont bénéficié de ces échanges, ce qui leur a permis d'acquérir la connaissance des bijoux d'artisanat et de la propager parmi le peuple turkmène. Les bijoux turkmènes ne sont pas homogènes, car de grandes variations existent entre les artisans des différentes tribus. Le bijou en argent serti de pierres précieuses est devenu le type de joaillerie le plus largement produit par les artisans turkmènes. La tradition des turkmènes soutient que les pierres précieuses sont bénéfiques pour la santé humaine, et de nombreuses tribus turkmènes pensent que ces bijoux possèdent des pouvoirs magiques. Les sujets représentés sur les bijoux sont variés ; certains représentent des animaux et de motifs floraux, tandis que d'autres affichent des images de montagnes sacrées pour les turkmènes, ou des motifs géométriques. Les différentes pierres précieuses sont censées avoir des effets sur leurs porteurs. La cornaline et l'argent sont portés pour conjurer la mort et la maladie, tandis que la turquoise est portée comme symbole de pureté.

## Rôle social

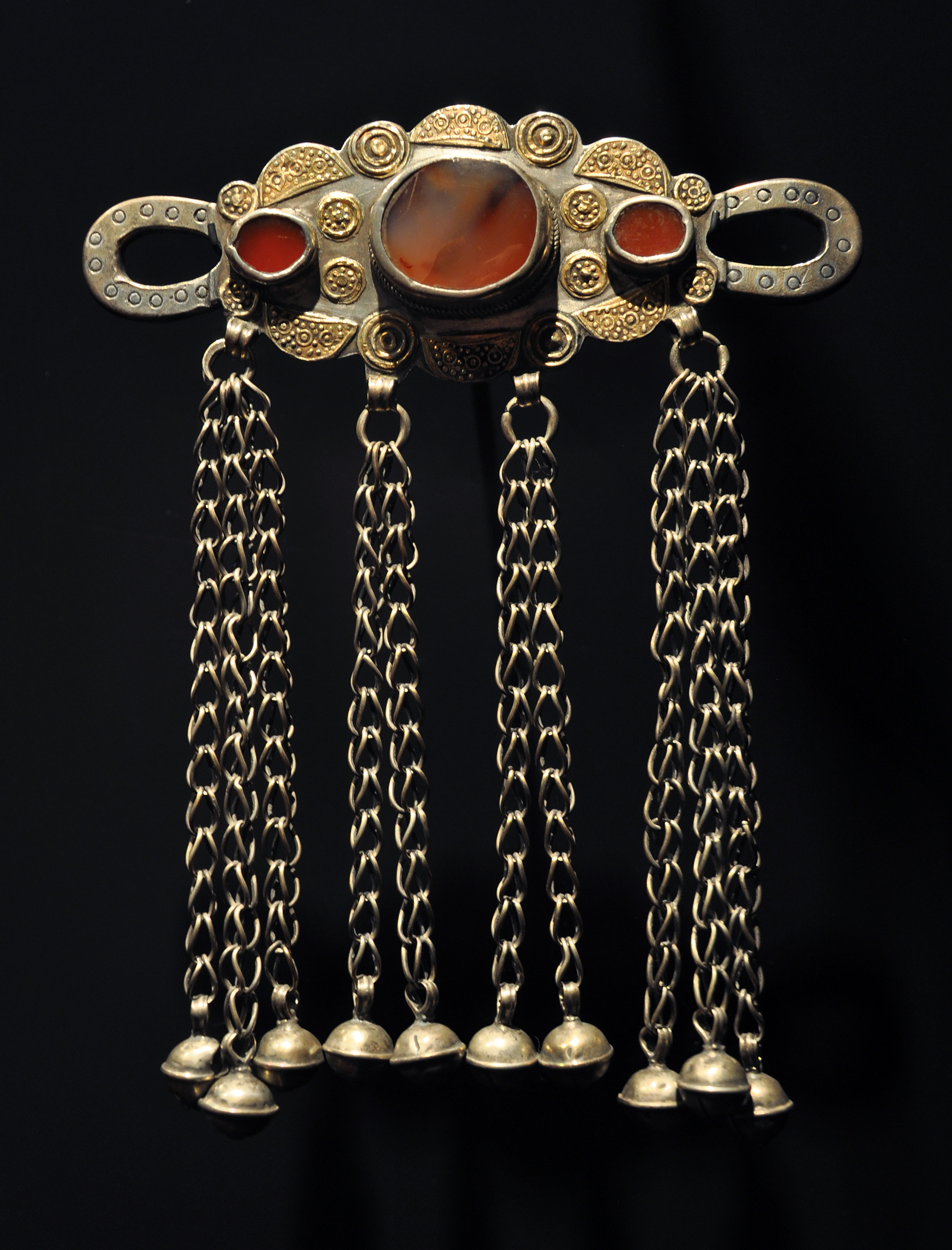
Bijou turkmène féminin, en argent, or et cornaline, au musée du quai Branly.

Les bijoux sont un moyen d'établir un rang dans la société turkmène. Selon l'historien de l'art Layla Diba, les bijoux turkmènes ont été créés et portés parmi tous les grades de la société turkmène, depuis les Khans jusqu'à ceux de « niveau de subsistance ». Une croyance veut que, par le port de bijoux sertis de pierres précieuses très tôt dans sa vie, une jeune femme puisse augmenter sa fertilité. Après une naissance, une femme aurait ensuite diminué progressivement la quantité de bijoux qu'elle porte au fur et à mesure qu'elle prend de l'âge. Des robes ont également été fabriquées avec des modèles conçus pour mettre en valeur le style de bijoux de la femme qui la porte.

## Industrie
L'industrie joaillière turkmène reste importante de nos jours. En raison du coût des métaux précieux et des pierres précieuses, certains bijoux turkmènes utilisent des substituts aux pierres précieuses tels que les perles de verre.